# Wim van den Hoogen
Wim van den Hoogen is een Nederlands 'meesterkraker'. De Arnhemmer wordt regelmatig gevraagd om kluizen te openen. Hij heeft diverse bankkluizen opengekregen.
In september 2005 was hij landelijk in het nieuws toen hij de kluis wist te kraken in het voormalige pand van De Nederlandsche Bank in Arnhem. Hij kreeg de kluisdeur, met een dikte van 80 centimeter, open in ruim zeven uur zonder de deur te beschadigen. De combinatie van het kluisslot telde twee maal 100 miljoen mogelijkheden. Van den Hoogen gebruikte alleen een stethoscoop. Tot teleurstelling van de nieuwe eigenaars van het pand en de toegestroomde media bleek de kluis geen waardevolle zaken te bevatten.
In maart 2007 probeerde hij de kluis van Lodewijk Pincoffs in Rotterdam te kraken op verzoek van de nieuwe bewoners van het Douanekantoor. Na een vooronderzoek bleek het openboren van het slot de beste optie. Na twee minuten kon de 20 centimeter dikke deur worden geopend, maar de inhoud van de kluis bleek slechts te bestaan uit een pijp en een thermometer uit 1873.
Hij is meerdere malen te gast geweest in televisieprogramma's. Vanzelfsprekend gaan de meeste verschijningen over (het kraken van) kluizen. Hij is onder meer te gast geweest in Het Klokhuis om uit te leggen hoe een kluis werkt, bij Mooi! Weer De Leeuw om iemand te helpen die haar kluiscode kwijt was en in Man Bijt Hond werd er een reportage gemaakt over het kraken van kluizen.